# Grænafell (kulle i Island, Austurland, lat 65,07, long -14,33)
Grænafell är en kulle i republiken Island. Den ligger i regionen Austurland, 400 km öster om huvudstaden Reykjavík. Toppen på Grænafell är 582 meter över havet, eller 146 meter över den omgivande terrängen. Bredden vid basen är 3,0 km.
Runt Grænafell är det mycket glesbefolkat, med 3 invånare per kvadratkilometer. Närmaste större samhälle är Reyðarfjörður, 6,8 km sydost om Grænafell. Trakten runt Grænafell består i huvudsak av gräsmarker.